# کورتیارد ماریوت
کورتیارد ماریوت (انگلیسی: Courtyard Marriott) شرکت مهمان‌نوازی آمریکایی است، که در سال ۱۹۸۳ توسط شرکت ماریوت تأسیس شد.